# Bandeira de Pirapozinho
A atual bandeira de Pirapozinho, município brasileiro localizado no interior e oeste do estado de São Paulo, foi idealizada pelo então presidente da  Câmara de Vereadores, Nilson Cristovam de Almeida, criada pelo artista gráfico Luiz Ramos, sob assessoria histórica e temática do servidor público Dejacyr Teixeira, sendo instituída pela Lei n. 3.006, de 20 de Março de 2002. 

## Histórico

### A primeira bandeira1964-1984

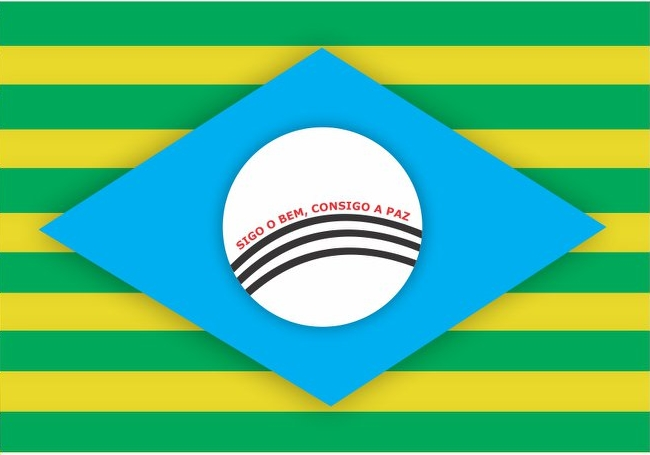
Bandeira de Pirapozinho, em 16 de outubro de 1964.

Pela Lei nº 498 de 16 de outubro de 1964 , a primeira referência o município de Pirapozinho sobre o estado de São Paulo e do Brasil. A bandeira constituía Pirapozinho representado pela inscrição do listel do Brasão de Armas da cidade e Município de Pirapozinho - "SIGO O BEM CONSIGO A PAZ". São Paulo representado pelas cores preta, branca e vermelha. Brasil representado pelas cores verde, amarela, azul e branca. 
A Bandeira foi promulgada pelo então prefeito da cidade, Doutor Plauto Ramos Pereira Barreto (1961-1965) e de autoria do então Vereador Mário Nakazone (1964-1965). 

### 1984-2002

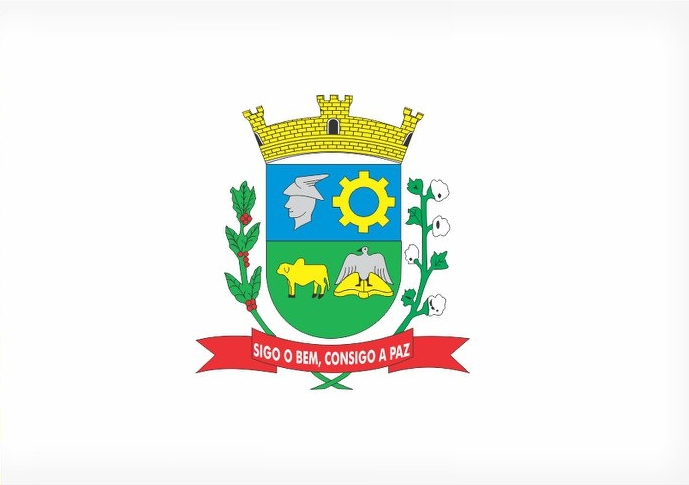
Bandeira de Pirapozinho, em 21 de Março de 1984.

Lei n. 1.503, de 21 de Março de 1984, a bandeira do município passa a ser representado em um retângulo branco com o Brasão de Armas do Município sobre o centro. Esta mudança se deu logo após a Lei de nº 1.503 que instituía o novo e atual Brasão da cidade. 
A Bandeira foi promulgada pelo então prefeito da cidade, Engº Rubens Delorenzo Barreto (1983-1988) e de autoria do mesmo.

### 2002- Atualmente

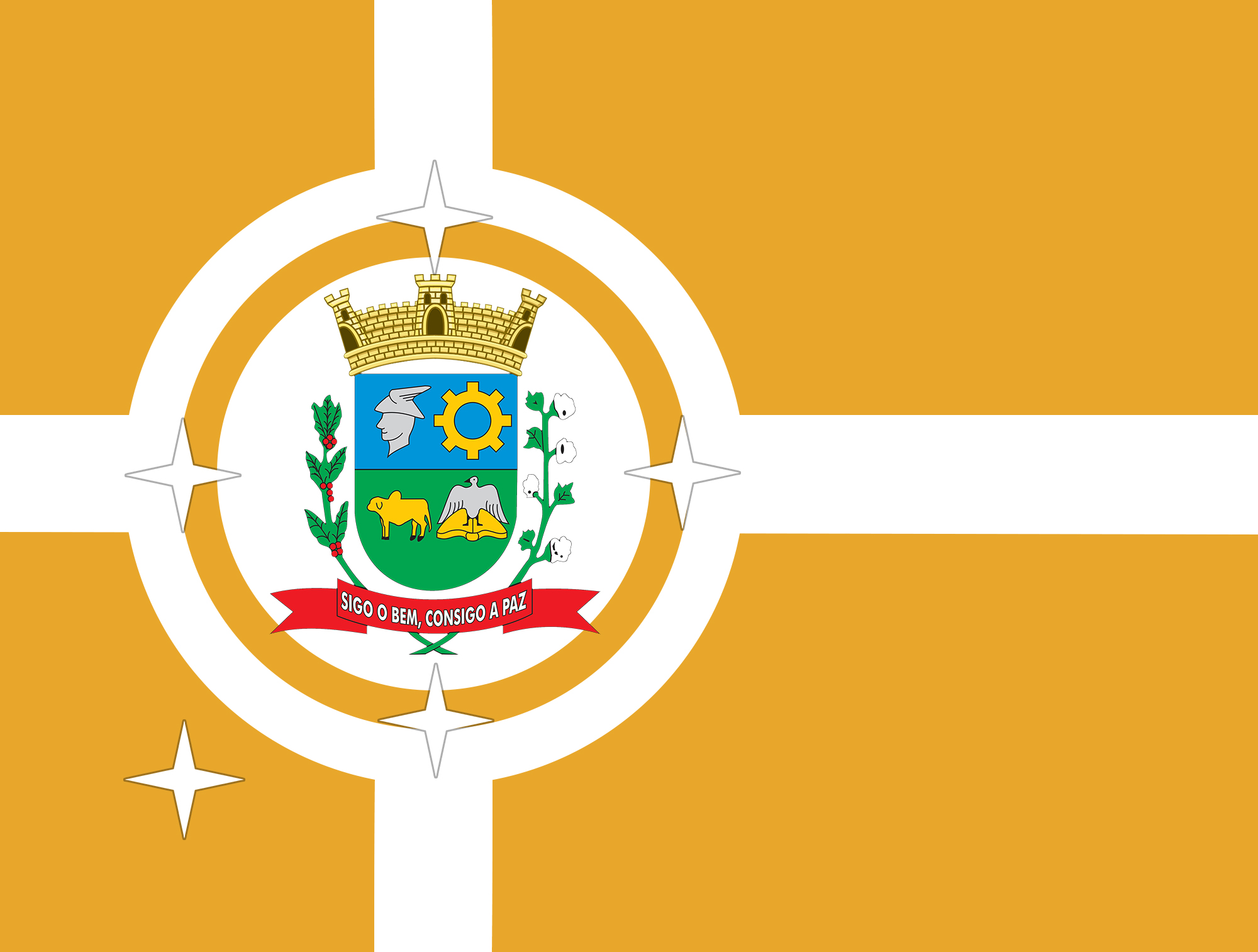
Bandeira de Pirapozinho, atualmente.

Lei n. 3.006, de 20 de Março de 2002, o bandeira do Município de Pirapozinho foi alterada para melhor atender aos requisitos geográficos e históricos do município: 
A bandeira dispõe do Brasão de Armas do Município, sob fundo branco, circulado por anel em amarelo ouro, numa alusão a intitulação do Município como "Cidade Joia da Alta Sorocabana", com quadro (4) estrelas brilhantes sobrepostas estampando o brilho desta joia, localizadas nos quatro pontos cardeais, representando nossas divisas territoriais, que delimitam a área pertinente a zona urbana, circundada pelos bairros situados em nossa zona rural e ainda uma estrela solitária à sudoeste, representativa do Distrito de Itororó do Paranapanema, tudo isto sobre a estampa de uma cruz de cor branca, simbolizando o caráter cristão dos pioneiros, sobre um fundo amarelo ouro, simbolizando as riquezas do município de Pirapozinho.  
A Bandeira foi promulgada pelo então prefeito da cidade, Sergio Pinaffi (2001-2005), sendo o projeto/lei de autoria do então Vereador Nilson Cristovam de Almeida (2001-2002). O novo desenho foi desenvolvido pelo músico, fotógrafo e designer gráfico Luiz Ramos, com assessoria histórica e temática do servidor público Dejacyr Teixeira.  